# 1836 en science
| Années de la science : 1833 - 1834 - 1835 - 1836 - 1837 - 1838 - 1839    |
| Décennies de la science : 1800 - 1810 - 1820 - 1830 - 1840 - 1850 - 1860 |

Cet article présente les faits marquants de l'année 1836 en science.

## Événements

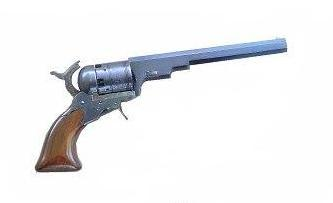
Colt Paterson de 1836.

- 25 février : l'inventeur américain Samuel Colt obtient un brevet américain pour le Colt Paterson, son premier révolver[1].
- 15 mai : l'astronome britannique Francis Baily observe les grains de Baily durant une éclipse annulaire du Soleil dans le Roxburghshire et en donne une description détaillée dans un mémoire lu le 9 décembre devant la Royal Astronomical Society[2].
- 26 août : le chimiste britannique Edmund Davy communique à la British Association for the Advancement of Science sa découverte de l'acétylène, un composé chimique hydrocarbure[3].
- 2 octobre : retour du HMS Beagle à Falmouth après cinq ans de voyage autour du monde, rapporté par Charles Darwin dans son livre Le Voyage du Beagle[4].
- Octobre : le chimiste britannique James Marsh publie un mémoire dans The Edinburgh New Philosophical Journal qui expose son invention du test de Marsh pour la détection de l'arsenic[5].
- 21 novembre : départ de Lorient de la frégate Andromède[6]. Antoine d'Abbadie d'Arrast est chargé par l'Académie des sciences d'une mission scientifique au Brésil pour observer les variations du magnétisme terrestre[7].

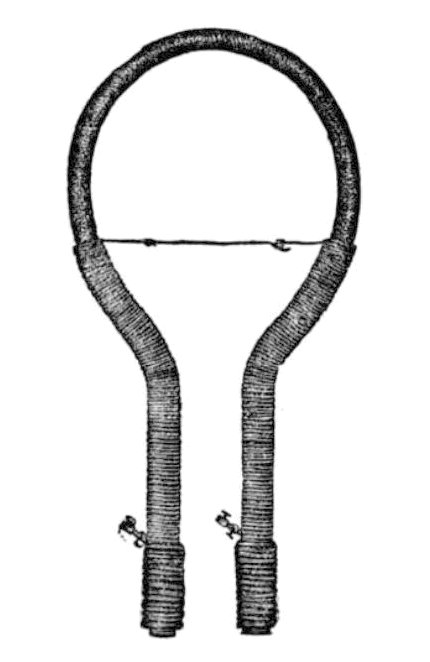
La première bobine d'induction construite par Nicholas Callan en 1836 au St Patrick's College de Maynooth, en Irlande.

- Le scientifique irlandais Nicholas Callan développe sa bobine d'induction, un transformateur électrique primitif (1836-1837)[8].
- Le biologiste allemand Theodor Schwann découvre la pepsine dans des extraits du liquide stomacal, la première synthèse d'une enzyme animale[9].
- Le chimiste français Auguste Laurent découvre l'acide phtalique[10].
- L’historien danois Christian Thomsen, conservateur du Oldnordisk Museum de Copenhague est le premier à faire une division des premiers temps de l’histoire de l’humanité en différents âges - les âges de la pierre, du bronze et du fer - dans le guide du musée Ledetraad til nordisk Oldkyndighed[11].

## Publications
- Georg Büchner : Mémoire sur le système nerveux du barbeau.
- Claude Pouillet, Élémens de physique expérimentale et de météorologie, Bruxelles, éd. Louis Haumant et Co.

## Prix
- Médailles de la Royal Society
  - Médaille Copley : Jöns Jacob Berzelius et Francis Kiernan
  - Médaille royale : John Frederick William Herschel et George Newport

- Médailles de la Geological Society of London
  - Médaille Wollaston : Louis Agassiz

## Naissances

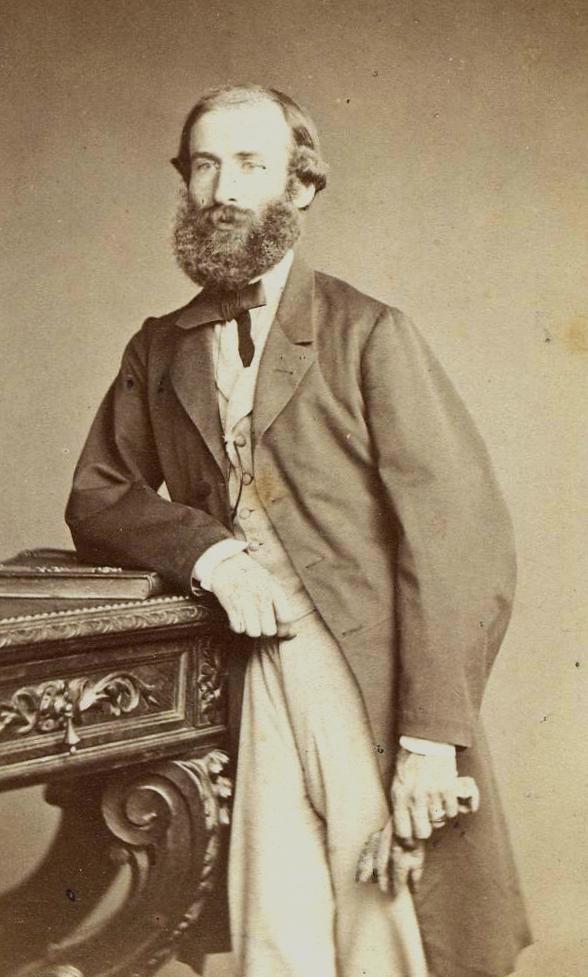
Joseph Michon

- 20 février : Anne Casimir Pyrame de Candolle (mort en 1918), botaniste suisse.
- 22 février : Pietro Blaserna (mort en 1918), mathématicien, physicien, recteur et sénateur italien.
- 4 mars : Bernard Renault (mort le 16 octobre 1904), paléobotaniste français.
- 14 mars :
  - Franz Stolze (mort en 1910), philosophe, historien, géographe, mathématicien, physicien et ingénieur allemand.
  - Charles William Wilson (mort en 1905), officier, cartographe, archéologue et géographe britannique.
- 17 mai : Joseph Norman Lockyer (mort le 29 novembre 1920), scientifique, vulgarisateur, et astronome britannique.
- 18 mai : Émile Cheysson (mort en 1910), statisticien, ingénieur et réformateur social français.
- 8 juin : Paul Fliche (mort en 1908), paléontologue français.
- 26 juin : Willem Pleyte (mort en 1903), égyptologue néerlandais.
- 17 juillet : Joseph Michon (mort en 1904), médecin, naturaliste et homme politique français.
- 18 juillet : Joseph Smit (mort en 1929), illustrateur zoologique néerlandais.
- 11 août : Cato Guldberg (mort en 1902), chimiste et mathématicien norvégien.
- 26 août : Émile Fron (mort en 1911), astronome et météorologue français.
- 6 septembre : Jules Raulin (mort en 1896), chimiste et biologiste français.
- 28 septembre : Charles Lauth (mort en 1913), chimiste français.
- 6 octobre : Heinrich Wilhelm Waldeyer (mort en 1921) anatomiste allemand.
- 18 octobre : Benjamin Constant Botelho de Magalhães (mort en 1891), militaire, ingénieur, mathématicien, penseur politique et homme d’État brésilien.
- 2 décembre : Paul Hautefeuille (mort en 1902), minéralogiste, chimiste et médecin français.
- 3 décembre : Adolf Lieben (mort en 1914), chimiste autrichien.
- 29 décembre : Georg August Schweinfurth (mort en 1925), botaniste, ethnologue et explorateur germano-balte et allemand.

## Décès

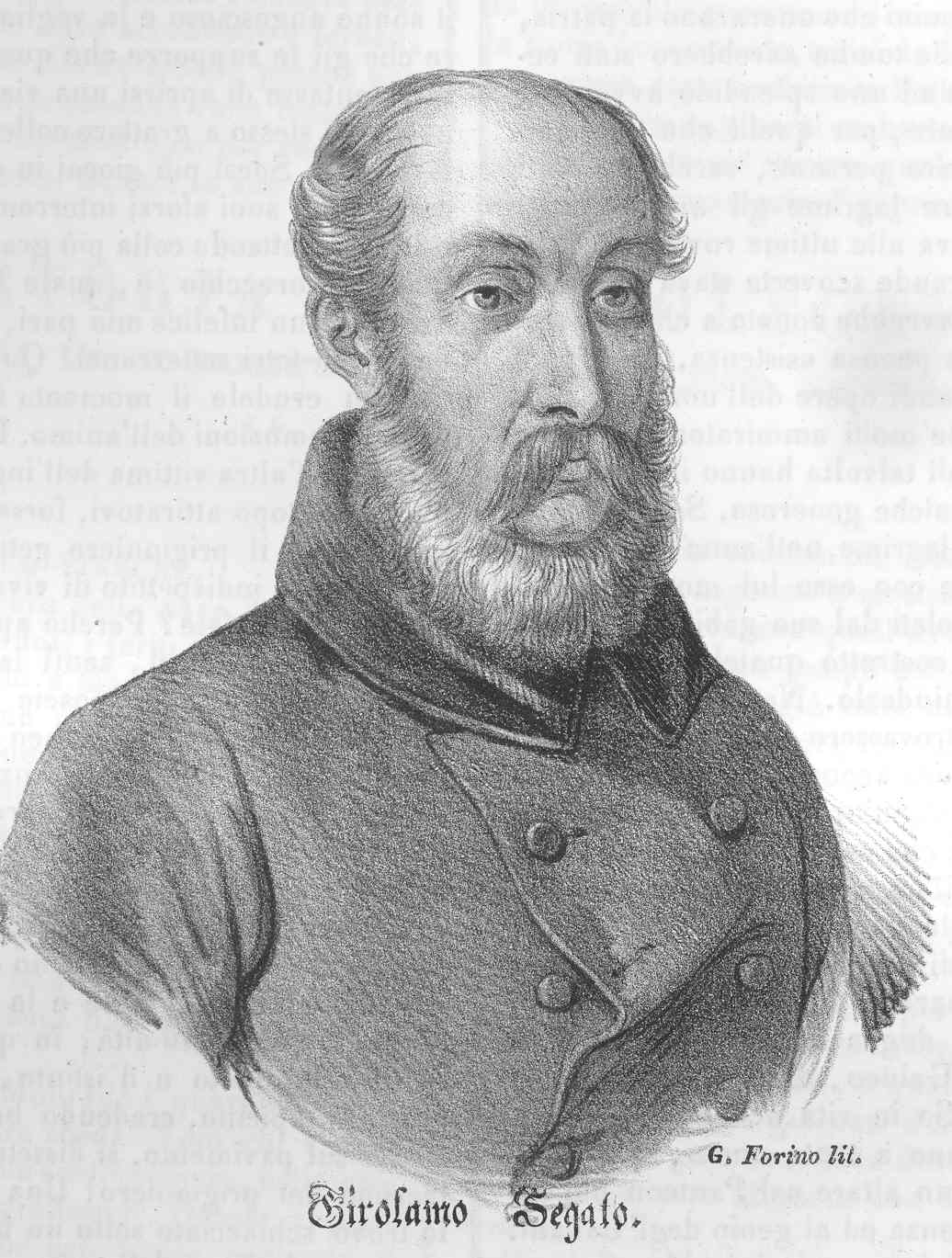
Girolamo Segato

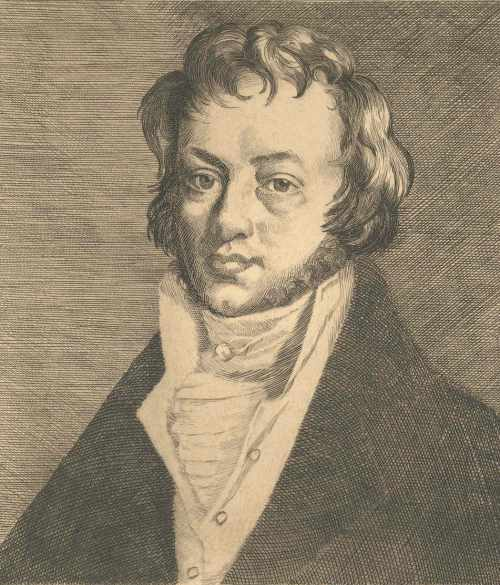
André-Marie Ampère

- 3 février : Girolamo Segato (né en 1792), cartographe, naturaliste et égyptologue italien.
- 8 février : Jean-Baptiste Lislet Geoffroy (né en 1755), scientifique français.
- 10 février : 
  - Jean-Antoine Breton (né en 1775), menuisier français qui participe à la mise au point à Lyon du métier Jacquard.
  - Marie-Anne Pierrette Paulze (née en 1758), chimiste française, épouse et collaboratrice du chimiste Antoine Lavoisier.
- 10 juin : André-Marie Ampère (né en 1775), mathématicien et physicien français.
- 2 juillet : Jean-Baptiste Lechevalier (né en 1752), astronome, voyageur, archéologue et homme de lettres français.
- 23 juillet : Jean-Félix Adolphe Gambart (né en 1800), astronome français.
- 4 août : Friedrich Carl Ludwig Sickler (né en 1773), polymathe allemand.
- 25 août : Christoph Wilhelm Hufeland (né en 1762), médecin allemand.
- 26 août : William Elford Leach (né en 1790), zoologiste britannique.
- 2 septembre : William Henry (né en 1775), physicien et chimiste britannique.
- 7 septembre : John Pond (né en 1767), astronome britannique.
- 13 septembre : Jean-Baptiste Rougier de la Bergerie (né en 1759), agronome et homme politique français.
- 17 septembre : Antoine-Laurent de Jussieu (né en 1748), botaniste français.
- 26 septembre : Léonor Mérimée (né en 1757), littérateur, peintre et chimiste.
- 4 novembre : Emmanuel-Pierre Gaillard (né en 1779), historien et archéologue français.
- 7 novembre : Philippe-Charles Schmerling (né en 1790), médecin et préhistorien belge.
- 16 novembre : Christian Hendrik Persoon (né en 1761), mycologue sud-africain.
- 26 novembre : John Loudon McAdam (né en 1756), ingénieur écossais. Il a mis au point le système de revêtement des routes qui porte son nom, le macadam.